# 삼중잎코박쥐속
삼중잎코박쥐속 또는 삼중비엽박쥐속(Triaenops)은 잎코박쥐과에 속하는 박쥐 속의 하나이다. 4종으로 이루어져 있다. 가장 가까운 파라트리아이놉스속(Paratriaenops)과 함께 파라트리아놉스족(Triaenopini)으로 분류하며, 그리고 거의 알려져 있지 않은 퍼시벌삼지창박쥐속(Cloeotis)도 같은 족에 속하는 것으로 추정하고 있다. 마다가스카르섬과 세이셸에서 발견되는 파라트리아이놉스속(Paratriaenops)은 2009년까지 삼중잎코박쥐속으로 분류했다.

## 하위 종
삼중잎코박쥐속은 현재 4종을 포함하고 있다.
- 아프리카삼지창박쥐 (Triaenops afer)
- 마다가스카르삼지창박쥐 (Triaenops menamena)
- 작은삼지창박쥐 (Triaenops parvus)
- 붉은삼지창박쥐 또는 페르시아삼지창박쥐, 삼중잎코박쥐 (Triaenops persicus)